# Ndombe
El ndombe (o dombe) és una llengua bantu del grup R que parlen els ndombes del sud i del sud-est de la província de Benguela, a Angola. Segons l'ethnologue, el 2000 i havia 2.300 parlants de ndombe i segons el joshuaproject n'hi ha 33.000. El seu codi ISO 639-3 és ndq, el seu codi al glottolog és ndom1244 i el seu codi Guthrie és R.12.

## Família lingüística i relació amb altres llengües
El ndombe és una llengua bantu del grup R que forma part del subgrup de les llengües umbundus (R.11-R14). Les altres llengües del mateix subgrup són l'umbundu, el nyaneka i el nkumbi. Segons el glottolog, aquestes llengües formen part del grup lingüístic de les llengües herero-nkumbi-wambo, juntament amb els llengües hereros i les llengües ndongues (wambos a l'etnologue).
Pfouts (2003) va establir que el ndombe forma part de les llengües kavangos (branca sud-occidental del bantu).

## Sociolingüística, estatus i ús de la llengua
El ndombe és una llengua vigorosa (EGIDS 6a): s'utilitza en la comunicació entre les persones de totes les edats i té una situació sostenible, tot i que no està estandarditzada. No existeix escriptura en ndombe.